# Laetoli

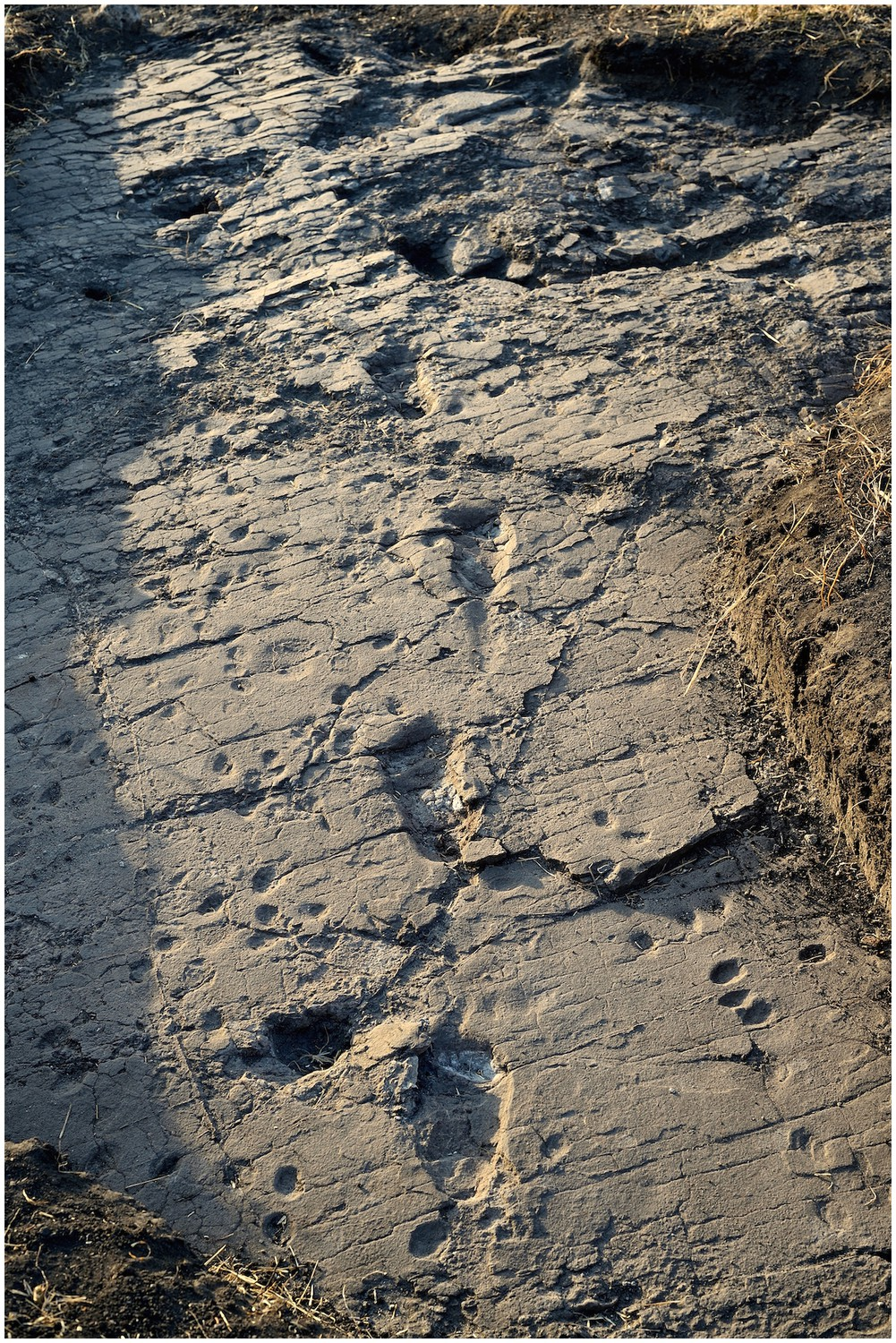
Site le plus célèbre d'empreintes de pieds fossilisées, les pistes de Laetoli.

Le site de Laetoli, situé en Tanzanie, à 45 km au sud des gorges d'Olduvaï, dans l'aire de conservation du Ngorongoro, est l'un des principaux sites d'Afrique de l'Est à avoir livré des fossiles humains ou pré-humains. On y a également découvert en 1976 des traces de pas d'Hominina exceptionnellement conservées dans de la cendre volcanique indurée. Elles sont datées de 3,66 millions d'années.

## Empreintes de pas

### Empreintes d'hominines
En 1976, Mary Leakey, Richard L. Hay (en) et leur équipe ont découvert une piste d'empreintes de pas d'Hominina, conservée grâce à une succession de conditions favorables :
- le dépôt d'une couche d'environ 15 cm de fines cendres provenant de l'éruption du volcan Sadiman, distant de 20 km ;
- le passage d'un groupe d'Hominina et d'autres animaux (cf. infra) ;
- une averse légère qui a cimenté la couche de cendre en la transformant en tuf volcanique sans détruire les empreintes ;
- le scellement de la piste par d'autres dépôts de cendre venus la recouvrir et la protéger.

Les pas d'Hominina correspondent à trois individus, dont un marchant dans les traces d'un autre, ce qui rend difficile la lecture de certaines empreintes. Dans la mesure où les traces vont dans la même direction, elles ont probablement été produites par un petit groupe, mais rien ne permet de conforter les reconstitutions classiques qui mettent en scène une famille nucléaire se rendant à un point d'eau.
|                         | Hominina 1    | Hominina 2    |
| ----------------------- | ------------- | ------------- |
| longueur du pied        | 21,5 cm       | 18,5 cm       |
| largeur du pied         | 10 cm         | 8,8 cm        |
| longueur du pas         | 47,2 cm       | 28,7 cm       |
| estimation de la taille | 1,34 - 1,56 m | 1,15 - 1,34 m |

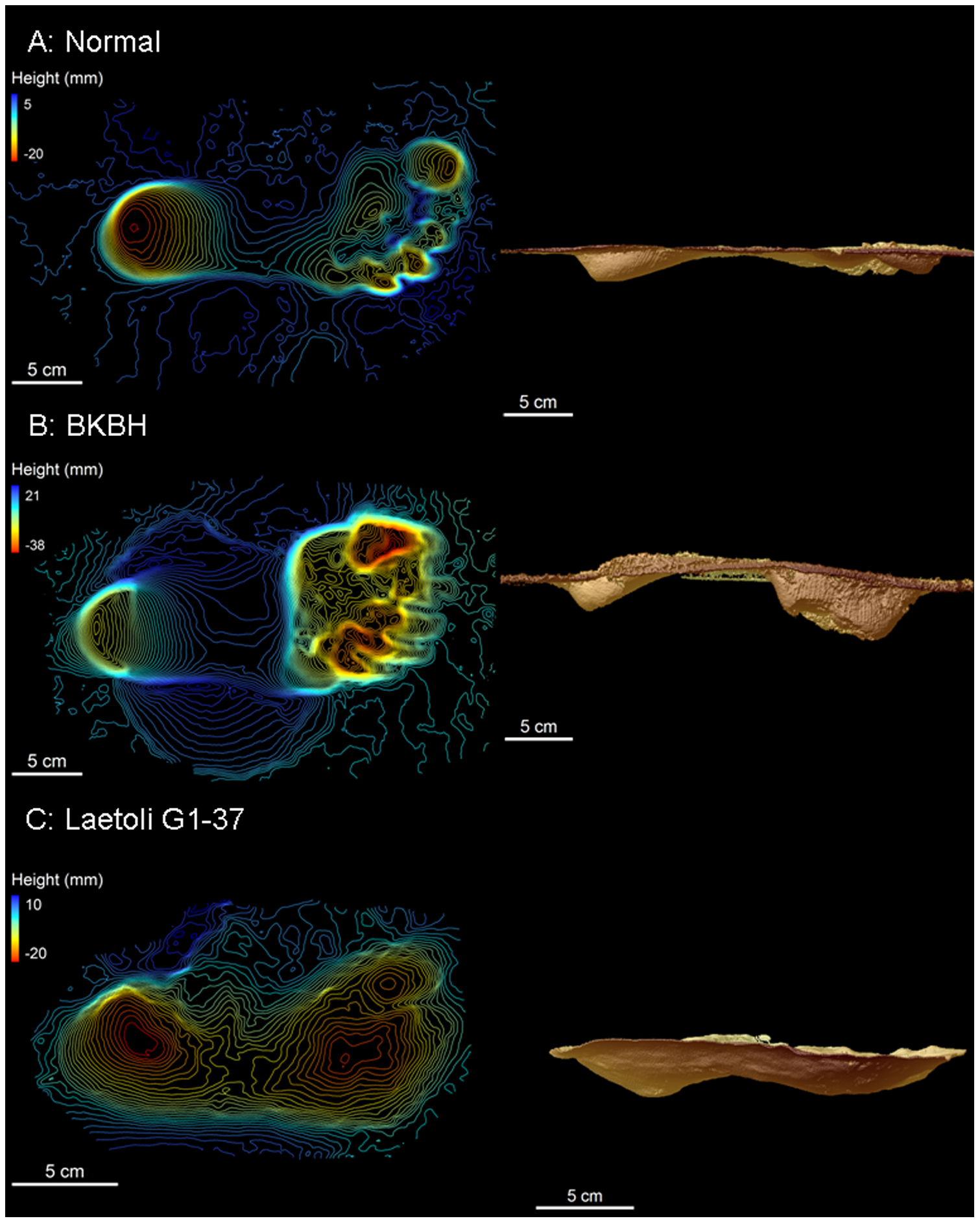
Empreintes scannées :
A/ Humain moderne marchant normalement
B/ La même personne marchant légèrement accroupie, comme un chimpanzé
C/ Empreintes de Laetoli

Les empreintes de pas fossiles sont celles d'Hominina marchant debout, mais comme un humain moderne qui serait légèrement accroupi : hallux varus (le gros orteil s'écarte vers l'intérieur), présence d'un espace important entre le premier orteil et les quatre latéraux, enfoncement plus marqué du bord externe du pied traduisant un appui en varus, talon étroit et creux en surface, pas de voute plantaire mais à la place un renflement traduisant le développement important du muscle écarteur du premier orteil (musculus abductor hallucis brevis) développé dans le pied des grands singes, mais jamais chez les humains. L'appui en varus associé à l'écartement du premier rayon et au fort développement du muscle écarteur du premier orteil sont des caractères désignant la préhensilité. Ces empreintes pourraient avoir été faites par des Hominina du genre Australopithèque. Yvette Deloison pense que cette bipédie devait être occasionnelle.
Une étude 3D sur ces empreintes en 2011 suggère au contraire une bipédie bien verticale affirmée.
Les empreintes de Laetoli ont été datées en 2011 de 3,66 millions d'années, par la méthode du potassium-argon appliquée à la couche de cendre.

### Empreintes animales
Une vingtaine d'autres espèces animales ont également laissé des empreintes, dont des hyènes, de grands félins (Machairodontinae), des babouins, des suidés, des girafes, des gazelles, des rhinocéros, différentes espèces d'antilopes, des hipparions, des buffles, des proboscidiens du genre éteint Deinotherium, des lièvres et des oiseaux. La plupart de ces animaux sont également représentés par des ossements fossiles.
Les traces des gouttes de pluie peuvent également être observées. Peu d'empreintes animales se chevauchent, ce qui indique qu'elles ont été rapidement recouvertes.

## Fossiles humains ou pré-humains
Les restes de 13 Hominina ont également été mis au jour. Il s'agit essentiellement de mandibules et de dents. Ils présentent des affinités avec Lucy, une femelle Australopithecus afarensis découverte à Hadar, en Éthiopie. La majorité des chercheurs les attribuent à Australopithecus afarensis, mais certains mettent en avant leurs points communs avec le genre Homo et préfèrent parler d'une espèce indéterminée au sein de ce genre (Homo sp. indet.).

### LH 4
LH 4 (Laetoli Hominid 4) est une mandibule fossile découverte à Laetoli par l'équipe de Mary Leakey en 1974. En sus de LH 4, Mary Leakey, Donald Johanson et Timothy White trouvèrent à Laetoli de 1974 à 1977 42 dents isolées d'Hominina. La mandibule est datée d'environ 3,5 millions d'années. Elle appartenait à un adulte de sexe indéterminé. Elle a perdu ses deux branches mais a conservé 9 dents, à savoir ses 6 molaires plus deux prémolaires et une canine. L'arcade dentaire est assez bien préservée, sans distorsion visible.
Donald Johanson, Timothy White et Yves Coppens choisirent LH 4 comme holotype de la nouvelle espèce Australopithecus afarensis, qu'ils décrivirent en 1978, avec pour paratype le squelette partiel Lucy, découvert en 1974 à Hadar, en Éthiopie.

### LH 18
Un crâne relativement complet d'Homo sapiens (LH 18) fut découvert dans les niveaux Ngaloba de Laetoli en 1976 par l'équipe de Mary Leakey. Il a été initialement daté d'environ 120 000 ans. Sa morphologie est archaïque, avec une capacité crânienne d'environ 1 200 cm3 et un front assez bas. Sa datation est aujourd'hui discutée par des chercheurs qui le jugent probablement plus ancien.

### Articles connexes

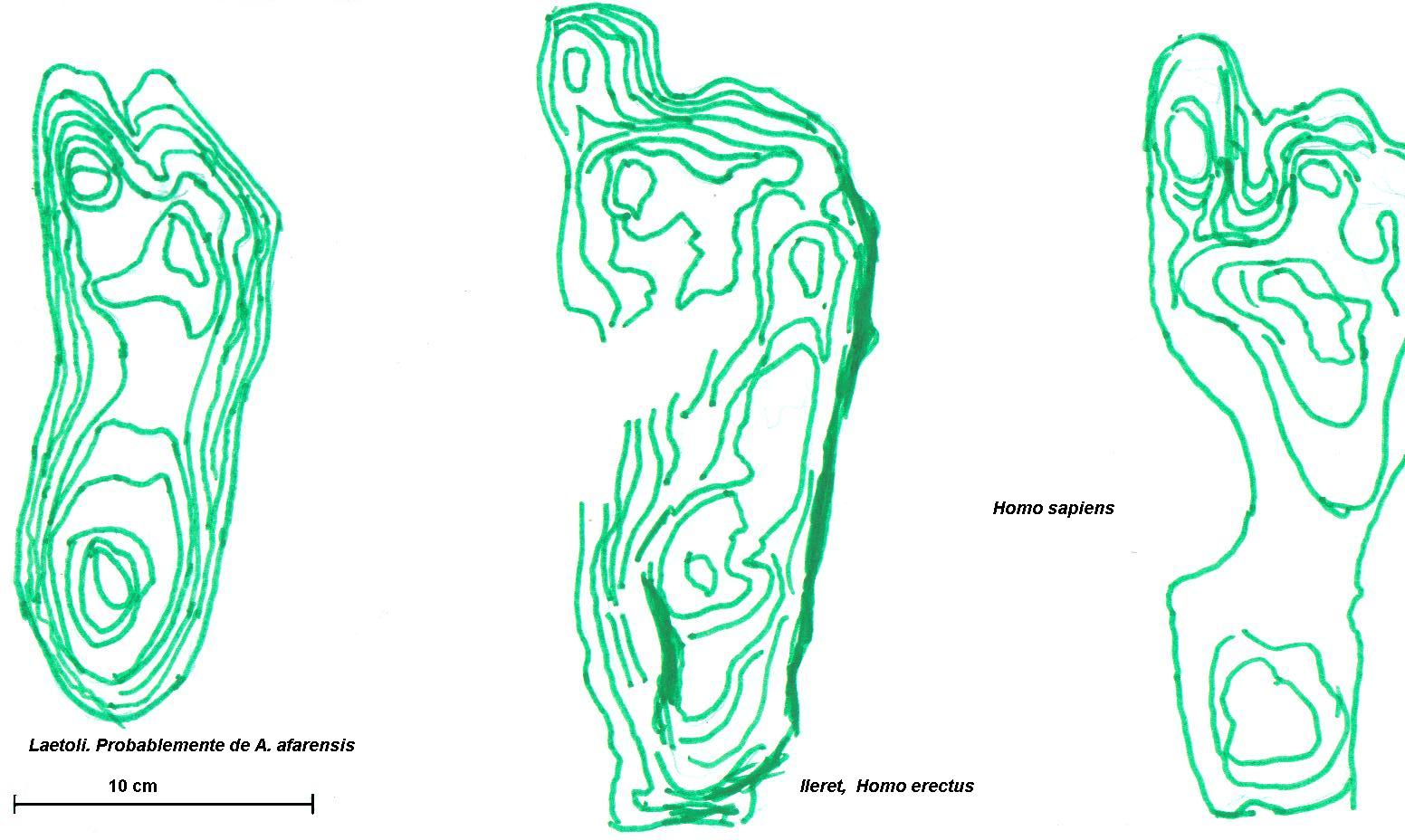
Dessins représentant les différences de lignes de pression de pieds d'après les empreintes d’A. afarensis à Laetoli (3.7 Ma), d’H. erectus à Ileret (1.5 Ma) et H. sapiens.